# Lyonia jamaicensis
Lyonia jamaicensis là một loài thực vật có hoa trong họ Thạch nam. Loài này được (Sw.) D. Don mô tả khoa học đầu tiên năm 1834.